# Nutzung (Recht)
Unter Nutzung versteht die Rechtswissenschaft im Zivilrecht die Früchte, den Ertrag oder den Gebrauchsvorteil einer Sache oder eines Rechts.

## Allgemeines
Der Nutzungsbegriff wird in den verschiedenen Rechtsgebieten auch mit anderen Begriffsinhalten verwendet. So ist es im Baurecht nach § 1 Abs. 1 BauGB Aufgabe der Bauleitplanung, die bauliche und sonstige Nutzung der Grundstücke in einer Gemeinde nach Maßgabe des BauGB vorzubereiten und zu leiten. Die Baunutzungsverordnung (BauNVO) sieht in § 1 Abs. 1 BauNVO vor, dass im Flächennutzungsplan die für die Bebauung vorgesehenen Bauflächen nach der allgemeinen Art ihrer baulichen Nutzung dargestellt werden können als Wohnbauflächen, gewerbliche Bauflächen oder Sonderbauflächen. Hier wird die Nutzung als der wohnliche, gewerbliche oder gemischte Zweck verstanden, dem ein Gebäude durch seinen Gebrauch dient.
Im Privatrecht dagegen steht bei der Nutzung der Gebrauchsvorteil oder Ertrag im Vordergrund, den ein Rechtssubjekt aus einer Sache oder einem Recht erzielen kann. Gebrauch ist die mit der Innehabung einer Sache oder eines Rechts verbundene Ausübung der Rechte. Der Gebrauch setzt voraus, dass die Muttersache durch ihren Gebrauch erhalten bleibt. Ein Gebrauchsvorteil liegt vor, wenn aus dem Gebrauch einer Sache Vorteile für ihren Nutzer entstehen. Veräußerungsgewinne aus der Veräußerung einer Sache sind kein Gebrauchsvorteil, weil die Sache für den bisherigen Eigentümer nicht erhalten bleibt.

## Geschichte
Die Nutznießung (lateinisch ususfructus) galt im römischen Recht als das Recht der Nutzung der Früchte einer Sache ohne Anspruch auf die Sache selbst. Das lateinische Wort für Fruchtziehung („ususfructus“) setzt sich zusammen aus dem Gebrauch oder der Nutzung (lateinisch usus) und der Frucht oder dem Ertrag (lateinisch fructus, „Genuss“). Vorbedingung der Entstehung der rechtlichen Institution des „ususfructus“ ist die Existenz der ökonomischen Idee des „fructus“, wie sie bereits bei Marcus Porcius Cato Licinianus im Jahre 160 vor Christus auftauchte. Cato Licinianus beurteilte die Verpachtung von Wiesen oder ganzen Schafherden als einträglich. Der „ususfructus“ galt als das dingliche Recht, eine fremde Sache unter Schonung der Substanz zu gebrauchen und von ihr Früchte zu ziehen. Die Personalservituten (lateinisch servitutes personae) fassten Nießbrauch (lateinisch usufructus), Gebrauchsrecht ohne Fruchtgenuss (lateinisch usus), dingliches Wohnrecht (lateinisch habitatio) und das dingliche Recht auf Arbeitsleistung fremder Sklaven (lateinisch operae servorum) oder Tiere (lateinisch operae animalium) zusammen. Das Stadium marktwirtschaftlicher Nutzungsrechte begann im römischen Recht mit dem Konsensualvertrag (lateinisch locatio conductio), die Kapitalnutzungsverhältnisse fanden durch Leihe (lateinisch mutuo), Miete (lateinisch redditum) und Nießbrauch (lateinisch usufructus) statt.
Im Mittelalter lässt sich für das Jahr 1261 im Württembergischen Urkundenbuch das mittelhochdeutsche Wort „nuzzunge“ nachweisen, auf das der heutige Begriff der Nutzung zurückzuführen ist. Im Jahre 1519 tauchte erstmals die heute noch geltende Definition von Thomas Murner auf, wonach die Nutzung das Recht sei, „fremde Güter zu nutzen und brauchen…“; für ihn endete die Nutzung mit dem Tod des „Nutznemmers“.
Das römische Recht beeinflusste das Allgemeine Preußische Landrecht vom Juni 1794, den französischen Code Civil vom März 1804, das österreichische ABGB vom Juni 1811 und das schweizerische Zivilgesetzbuch vom Januar 1912. Das Allgemeine Preußische Landrecht (APL) definierte die Nutzung als das „Rechte zum Gebrauch und zur Benutzung eines fremden Eigenthums“ und regelte die Materie ab §§ 714 ff. APL. Voraussetzung war der Besitz an der Sache, der dem Nutzer ein dingliches Recht gewährte. Gemäß § 718 APL hatte der Nießbraucher alle auf der Sache lastenden Schulden bis zur Höhe seiner Nutzungserträge zu tragen. In Österreich ist die Nutzung als „Fruchtnießung“ im ABGB geregelt, das in der Schweiz geltende Zivilgesetzbuch kennt die Nutzung als „Nutznießung“. Seit Januar 1900 regelt das Bürgerliche Gesetzbuch in Deutschland die Nutzung fragmentarisch.

## Rechtsfragen
Das BGB erstreckt den Nutzungsbegriff auf Sachen und Rechte. Deshalb erfasst § 99 BGB unmittelbare Sachfrüchte (§ 99 Abs. 1 BGB), unmittelbare Rechtsfrüchte (§ 99 Abs. 2 BGB) und mittelbare Sach- und Rechtsfrüchte (§ 99 Abs. 3 BGB). Sachfrüchte sind nicht nur Früchte im biologischen Sinne, sondern auch alle organischen Erzeugnisse und die sonstige Ausbeute. Hierzu gehören insbesondere Produkte, die wiederholt gewonnen werden können. Durch die bestimmungsgemäß gewonnene sonstige Ausbeute gehört auch die Bodennutzung zu den Sachfrüchten. Nutzungen sind gemäß § 100 BGB die Früchte einer Sache oder eines Rechts sowie die Vorteile, welche der Gebrauch der Sache oder des Rechts gewährt.

## Arten
Alle Arten der Früchte unterliegen dem Grundsatz der Substanzerhaltung, wonach die „Muttersache“ (etwa der Apfelbaum im Verhältnis zu seinen Äpfeln) in ihrer Substanz weitgehend erhalten bleiben muss. Die Früchte treten neben die Muttersache, die unter Umständen durch die Nutzung abgenutzt oder abgewirtschaftet wird.
- Unmittelbare Sachfrüchte (lateinisch fructus naturales): Erzeugnisse einer Sache sind natürliche Tierprodukte (Eier, Milch, Wolle, Kälber; nicht aber das Tierfleisch[10]), Pflanzenprodukte (Obst, Weintrauben; nicht aber Wein), Bodenprodukte (Getreide, Holz; nicht aber Mehl) und die Bodennutzung (Kies-, Torf- oder Kohleabbau).
- unmittelbare Rechtsfrüchte (lateinisch fructus civiles): insbesondere aus Nutzungsrechten gezogene Erträge wie die aus Pacht oder Nießbrauch gezogenen Erzeugnisse. Sie werden – anders als unmittelbare Sachfrüchte – nicht aufgrund Eigentums, sondern wegen eines Nutzungsrechts gezogen. Außerdem gehören hierzu alle Zinsen (Habenzinsen aus Geldanlage, Kreditzinsen aus Kreditgewährung, Leistungen aus Erbbaurechten oder Reallasten) oder Dividenden.
- Mittelbare Sach- und Rechtsfrüchte sind die durch eine rechtsgeschäftliche Überlassung des Gebrauchs oder der Nutzung als Gegenleistung erhaltenen Vergütungen[11] wie Mietertrag für den Vermieter, Pachteinnahmen für den Verpächter oder Leasinggebühren für den Leasinggeber.

Nicht alle natürlichen Erzeugnisse sind Frucht (gefällte Bäume), nicht alle Früchte sind natürliche Erzeugnisse (Pachtzins, Kreditzins). Gesetzessystematisch stellen die Früchte einer Sache deren Erzeugnisse oder sonstige Ausbeute dar, Erträge hingegen entstehen aus der Nutzung von unmittelbaren Rechten oder mittelbaren Früchten oder Rechten.
Ferner unterscheidet man zwischen Gebrauchs- oder Ertragsnutzung. Die Gebrauchsnutzung geschieht durch Leihe, Miete, Pacht, Darlehen oder Leasing, die Ertragsnutzung durch Nießbrauch, Reallast oder Lizenz, Patent und sonstige Schutzrechte. Der Gebrauch durch den Nutzer dieser Rechte erbringt dem Nutzer Gebrauchsvorteile wie etwa die Fahrt mit dem Mietwagen, das Wohnen in einem Haus, das Benutzen eines Geschäftsraums, eines Lagerplatzes oder eines Docks. Zu den Gebrauchsvorteilen eines Grundstücks gehören seine Nutzung als Kreditsicherheit und die dadurch entstehenden Zinsvorteile oder das Stimmrecht eines Gesellschafters.

## Nutzungsentgelt und Nutzungsentschädigung
Während ein Nutzungsentgelt die Gegenleistung für das vertraglich eingeräumte Nutzungsrecht an einer Sache oder einem Rechts darstellt, etwa im Miet- oder Pachtrecht (§ 535, § 581 BGB), kann der Eigentümer eine Nutzungsentschädigung kraft Gesetzes verlangen für die Nutzung ohne vertragliche Grundlage, solange ihm eine Sache vorenthalten wird (Beispiel: § 536a BGB). Beim Kaufvertrag stehen die Nutzungen dem Käufer von der Übergabe der Kaufsache an zu (§ 446 BGB). Der Nießbrauch berechtigt den Nießbraucher gemäß § 1030 BGB, die Nutzungen der Sache zu ziehen. Ein vertragliches Pfandrecht kann auch in der Weise bestellt werden, dass der Pfandgläubiger berechtigt ist, die Nutzungen des Pfandes zu ziehen (Nutzungspfand; § 1213 BGB). 
Insbesondere die Herausgabe von unberechtigten Nutzungen spielt eine Rolle beim Herausgabeanspruch (§ 292 Abs. 2 BGB), der Unwirksamkeit von Klauseln mit unangemessen hoher Vergütung für die Nutzung oder den Gebrauch einer Sache oder eines Rechts (§ 308 Nr. 7a BGB) sowie beim Rücktritt vom Vertrag (§ 346, § 347 BGB). 
Bei der ungerechtfertigten Bereicherung erstreckt sich die Herausgabepflicht auch auf die gezogenen Nutzungen (§ 818 Abs. 1 BGB). Schließlich hat der Erbschaftsbesitzer dem Erben nach § 2020 BGB die gezogenen Nutzungen herauszugeben.

## Bedeutung
Die rechtliche Bedeutung der Nutzungen zeigt sich bei ihrem Rechtserwerb und der Fruchverteilung. Bei Sachfrüchten spielt ihr Entwicklungszustand eine Rolle. Ungetrennte Früchte sind wesentlicher Bestandteil der Muttersache (§ 94 BGB), mit ihrer Trennung bei der Ernte fallen sie dem Fruchtziehungsberechtigten zu (§§ 953 ff. BGB). Der Nießbraucher erlangt den Anspruch auf die Erträge mit Eintragung des Nießbrauchs im Grundbuch.

## International
In Österreich und der Schweiz ist die Nutzung ausführlicher geregelt als in Deutschland. In Österreich heißt die Nutzung „Fruchtnießung“ und ist in den §§ 509 bis 520 ABGB geregelt. Nach § 509 ABGB ist die Fruchtnießung das Recht, eine fremde Sache „mit Schonung ihrer Substanz ohne alle Einschränkung zu genießen“. Der Fruchtnießer muss gemäß § 512 ABGB aus dem gezogenen Fruchtertrag alle Lasten – auch Kreditzinsen – übernehmen. Nach § 513 ABGB hat der Fruchtnießer die Pflicht, aus dem Fruchtertrag etwaige Ausbesserungen vorzunehmen. In der Schweiz heißt die Nutzung „Nutznießung“ (Schriftweise: „Nutzniessung“), sie ist in den Artikeln 745 bis 778 ZGB geregelt. Nach Art. 745 ZGB kann die Nutznießung an beweglichen Sachen, an Grundstücken, an Rechten oder an einem Vermögen bestellt werden. Sie verleiht dem Berechtigten im Regelfall „den vollen Genuss des Gegenstandes“. Der Nutznießer ist verpflichtet, das Nutznießungsvermögen in seinem Bestand zu erhalten (Art. 764 Abs. 1 ZGB). Gemäß Art. 749 ZGB endet die Nutznießung spätestens mit dem Tod des Nutznießers, der nach Art. 752 ZGB für den Untergang der Sache haftet und Recht auf ihren Besitz, den Gebrauch und die Nutzung der Sache hat (Art. 755 ZGB). Art. 767 ZGB verlangt vom Nutznießer die Versicherung der Sache gegen Feuer und andere Gefahren zu Gunsten des Eigentümers.
In Frankreich ist das Nutzungsrecht (französisch droit d’usufruit, französisch droit d’usage) in den Art. 578–636 Code civil (CC) geregelt. Der Nießbrauch gewährt nach Art. 578 CC dem Nutzer das Recht, als Besitzer die „Sachen zu genießen“, muss dabei jedoch ihre Substanz erhalten. Es kann sich um eine bewegliche, unbewegliche, unkörperliche oder verbrauchbare Sache handeln (Art. 587 CC). Die Früchte gehören dem Nutzer nicht. Bei verbrauchbaren Sachen wird der Nutzer Eigentümer, der nach Ende der Nutznießung Sachen von derselben Qualität und Quantität zurückzugeben hat (Art. 587 CC). Das entspricht dem heutigen deutschen Sachdarlehensvertrag.